# Myriotrema viride
Myriotrema viride är en lavart som beskrevs av Nagarkar & Hale 1989. Myriotrema viride ingår i släktet Myriotrema och familjen Thelotremataceae.   Inga underarter finns listade i Catalogue of Life.